# Анастомоза (медицина)
Анастомоза (грч. αναστομωσις - отварати, лат. anastomosis, енгл. anastomose ) је природно или вештачки створена веза између шупљих структура у организму човека, као што су су крвни и лимфни судови, органи за варење или органи уринарног тракта, а у анатомији природно спајање жила или живаца. Вештачки створене (хируршке) анастомозе могу бити патолошке (због болести) најчешће настале након повреде или инфекције и обично се називају фистуле, и хируршком интервенцијом створене анастомозе (нпр. артерио-венска фистула настала хируршким спајањем артерије и вене за потребе хемодијализе).

## Врсте анастомоза

### Природна анастомоза

#### Анастомоза шупљих органа
Анастомоза шупљих органа, је најчешће патолошка анастомоза (због болести) која може бити последица, трауме или инфекције шупљих органа, црева, једњака, мокраћних путева итд. Ове анастомозе се обично називају фистуле. Трауматске цревне анастомозе се најчешће јављају:
- Између две петље црева (ентероентерична анастомоза (фистула))
- Између црева и коже (ентерокутана анастомоза (фистула))

#### Анастомоза крвних судова
Анастомоза крвних судова је природна (анатомска) или патолошким процесом створена веза између огранака двеју артерија или огранака једне те исте главне артерије. Анастомоза крвних судова може бити: између артеријских (артеријске анастомозе) и венских (венске анастомозе) крвних судова, која омогућава преусмеравање тока крви код постојања баријере у неком делу крвног система. 
Артеријске анастомозе
То су комуникације између артеријских крвних судова, попут оних у мозгу (Вилисов артеријски круг, на длановима и стопалима, код циркулус вициозуса који због зачепљења (или подвезивања) једне од четири артерије (лат. aa. vertebrales, aa. carotis internae) могу снабдевати у млађих особа део мозга чија је артерија подвезана, рукама, или у стомаку омогућавајући адекватан проток крви у неким од зачепљених крвних судова нпр. срца.
Венске анастомозе
То су комуникације у систему вена, нпр. систем доње и горње шупље вене или у систему вене порте и другим венама. 
Артериовенске анастомозе
То су директна веза или укрштање између два циркулациона система, између мале артерије и њене пратеће вена. Ове анстомозе се налазе на многим местима у телу. У плућима се могу наћи анастомозе кроз које може протицати 1/10 крви коју доводи плућна артерија. У кожи их има у великом броју у јагодицама прстију и основи нокта руке и ноге, у области првог и другог чланка прста, у длану и на табанима. Артериовенске анастомозе служе за одржавање крвног притиска, за контролу протока крви у органима коже и од пресудног су значаја за топлотну регулацију организма (појава хладних руку и ногу). Анатомски артериовенске анастомозе су у нормалном стању организма затворене. Потреба органа за крвљу није увек једнака, него се мења према његовим функционалним стањима. Када је потреба мања, анастомозе скрену струју крви, која тада отиче директно у вене заобилазећи капиларе. На тај начин се избегава непотребно преоптерећење крвног система и постиже правилнија расподела крви према потреби појединих органа. Контрола отварања ове везе је непосредно повезана са локалним (вазоактивним) хемијским супстанцама. 
Ове анастомозе се могу поделити у два главна типа:
- Код првог типа, без епителоидних ћелија, налазе се унутар кружне мускулатуре уздужних глатких мишићних снопова који могу затворити лумен. Ове анстомозе имају механичку функцију.
- Код другог типа артериовенских анастомоза развиле су се мишићне ћелије, које садрже тунику медију, у ћелије које наликују на епител и због тога се називају епителоидне ћелије. Ове ћелије имају способност да набрекну примајући у себе воду, чиме се лумен анастомозе сузи или затвори, и опет спласну отпуштајући воду, и тако се лумен анастомозе прошири. Сматра се да анастомозе овог другог типа имају поред механичког још и неку хемијску функцију, на тај начин што епителне ћелије кад спласну испусте из себе хемијску супстанцу која има вазодилататорно дејство (шири крвне судове). Од ових анастомоза могу се развити тумори (углавном бенигни) који јако споро расту, али су јако болни јер су анастомозе обилно инервисане.

##### Атипична анастомозе крвних судова
Васкуларне абнормалне интерблизаначке плаценталне анастомозе у TTTS
У бројним студијама са убризгавањем боја, утврђено ја да скоро све монохорионаске (МЦ) плаценте имају васкуларне анастомозе. У таквим стањима интерблизаначка трансфузија практично је стандардна у монохорионаским трудноћама, што је и потврђено испитивањима маркера као што су еритроцити, панкуронијум и контрастни агенси, који су убризгани 1 близанцу, да би прошли у другог.
Постоје три типа плаценталних анастомоза:
- Артерио-артеријске (ААА),
- Вено-венске (ВВА),
- Артерио-венске (АВА).

Разликовање ових анастомоза могуће је само макроскопски, праћењем уназад ових крвних судова, све до инсерције пупчаника, а артерије обичне леже поврх плацентних вена. Зона сусрета две циркулације зове се vascular equator и мада је ово спој плацентних дискова, није увек на средини заједничке масе, а међублизаначке мембране не леже увек преко ове површине, већ могу бити на било којој страни. 
Артерие-артеријске и вено-венске су површне анастомозе, које се у целини пружају дуж хорионске плоче. Оне су способне за бидирекциони проток, зависно од промена у супротном сличним основним хидростатским притисцима. 
За разлику од њих, дубоке артерио-венске анастомозе посредују унидирекциони проток од једног близанца до другог, али нису стриктне анастомозе, јер не бајпасирају (do not bypass) капиларну циркулацију. Артерија једног близанца улази у плацентални котиледон хорионске плоче и формира уобичајено вилусно капиларно лежиште, али кореспондирајућа вена, која се налази близу артерије, дренира се у другог близанца. 
Артерие-венске анастомозе су присутне код готово свих монохорионаских плацената, артерио-артеријске у већини, а венско-венске у само око 25%. Зависно од броја и типа присутних анастомоза, размена крви може бити балансирана или небалансирана.

### Вештачка (хируршка) анастомоза
Хируршка анастомоза је анастомоза настала као резултат хируршког захвата, који има за циљ да изврши спајање између два цеволика или врећаста органа, било да су то крвни судови, једњак, желудац, жучни путеви, црева, мокраћовод итд. Сврха таквих интервенција је побољшање снабдевања крвљу или одвођење садржаја из одређених органа и ткива у неким васкуларним, цревним или уринарним болестима. У дигестивном или уринарном тракту анастомоза врши премошћавање (заобилазак) хируршки одстрањеног дела, стварајући проходност цевастом органу после ресекције (исецања) његовог оболелог ткива.
Индикације за хируршку анастомозу могу бити:
- Заобилажење неуклоњених препрека које ограничавају проходност шупљих органа (сужења-стенозе или механички притисак туморозних маса)
- Намерно пролазно или трајно стављање неког болесног органа у стање мировања док се не створе повољније прилике за каснијији радикални захват
- Поновно успостављање континуитета између оперативно пресечених органа.

Према начину извођења анастомоза може бити:
1.Термотерминална (завршно-завршна анастомоза) – у којој се крај једног органа (његовог пресека) спаја се са крајем (пресеком) другог органа.
2.Терминолатерлна (завршно-бочна анастомоза) - у којој се крај једног ушива са бочне стране другог органа.
3.Латеролатерална (бочно-бочна анастомоза) - у којој се бочно (са стране) врши пришивање и спајање два органа, које се може обавити једним од следећих облика анастомозе;
- изоперисталтичка (једносмерна анстомоза) – нако које се садржај кроз анастомозиране органе креће само одвођењем
- анизоперисталтичнка (супротносмерна анастомоза) – након које садржај долази до анастомозе у доводном смеру, а затим се из ње креће даље у супротном (антиперисталтичком) смеру.